# Kostel Dobrého pastýře (Solinky)
Kostel Dobrého Pastýře je římskokatolický kostel v Žilině na sídlišti Solinky. Je farním kostelem farnosti Dobrého pastýře.
Kostel se nachází uprostřed sídliště Solinky na ulici Smreková před obchodním domem Coop Jednota a Základní školou Kaštanová.
Základní kámen posvětil papež Jan Pavel II. při své první návštěvě Slovenska, v Bratislavě 22. dubna 1990. Výstavba kostela však začala až na jaře 1998 a v průběhu roku byl dokončen. V hlavním oltáři jsou uloženy relikvie svatých Andreje - Svorada a Beňadika. Slavnostní posvěcení kostela provedl diecézní biskup Ján Chryzostom Korec.

## Farnost Dobrého Pastýře
Farnost zřídilo biskupství Nitra 1. července 1997 oddělením od farnosti Žilina - Město. Území farnosti tvoří tyto části Žiliny: sídliště Solinky, Solinky - Jih, Bôrik a Hliny VI.
Od 14. února 2008 farnost patří pod Žilinskou diecézi.

### Kněží působící ve farnosti
Na čele farnosti je od jejího založení Mgr. Jan Hudec, v letech 1997–2007 jako farní administrátor a od roku 2007 jako farář. Ve farnosti dále působí Ludvík Gabriš a Michal Svatený jako kaplani, Emanuel Čuřík jako výpomocný duchovní a Samuel Sojčák jako jáhen.
| Seznam kněží působících ve farnosti v minulosti | Seznam kněží působících ve farnosti v minulosti | Seznam kněží působících ve farnosti v minulosti |
| Jméno a příjmení                                | Funkce                                          | Období                                          |
| ----------------------------------------------- | ----------------------------------------------- | ----------------------------------------------- |
| Mgr. Peter Kuljaček                             | kaplan                                          | 1998–1999                                       |
| Mgr. Jozef Šamaj                                | kaplan                                          | 1999–2001                                       |
| Mgr. Radovan Kobyda                             | kaplan                                          | 2001–2003                                       |
| Mgr. Anton Duník                                | kaplan                                          | 2002–2003                                       |
| Mgr. Eduard Lazo                                | kaplan                                          | 2004–2005                                       |
| Mgr. Ján Skurčák                                | kaplan                                          | 2004–2006                                       |
| Mgr. Ing. Miloš Gabala                          | kaplan                                          | 2006–2007                                       |
| Mgr. Peter Mariak                               | kaplan                                          | 2006–2008                                       |
| Mgr. Emanuel Čuřík                              | kaplan                                          | 2007–2008                                       |
| Mgr. František Mikuláš                          | kaplan                                          | 2008–2009                                       |
| Mgr. Vladimír Tomáš                             | kaplan                                          | 2008–2009                                       |
| Mgr. Štefan Hýrošš                              | kaplan                                          | 2009–2010                                       |
| Mgr. Peter Mlynisko                             | kaplan                                          | 2009–2012                                       |
| Mgr. Ondrej Gasic                               | kaplan                                          | 2012–2013                                       |
| Jaroslav Děkan                                  | kaplan                                          | 2010–2014                                       |
| Rastislav Najdek                                | kaplan                                          | 2013–2015                                       |
| Marek Mucha                                     | kaplan                                          | 2014–2014                                       |